# III Ogród Jordanowski w Warszawie

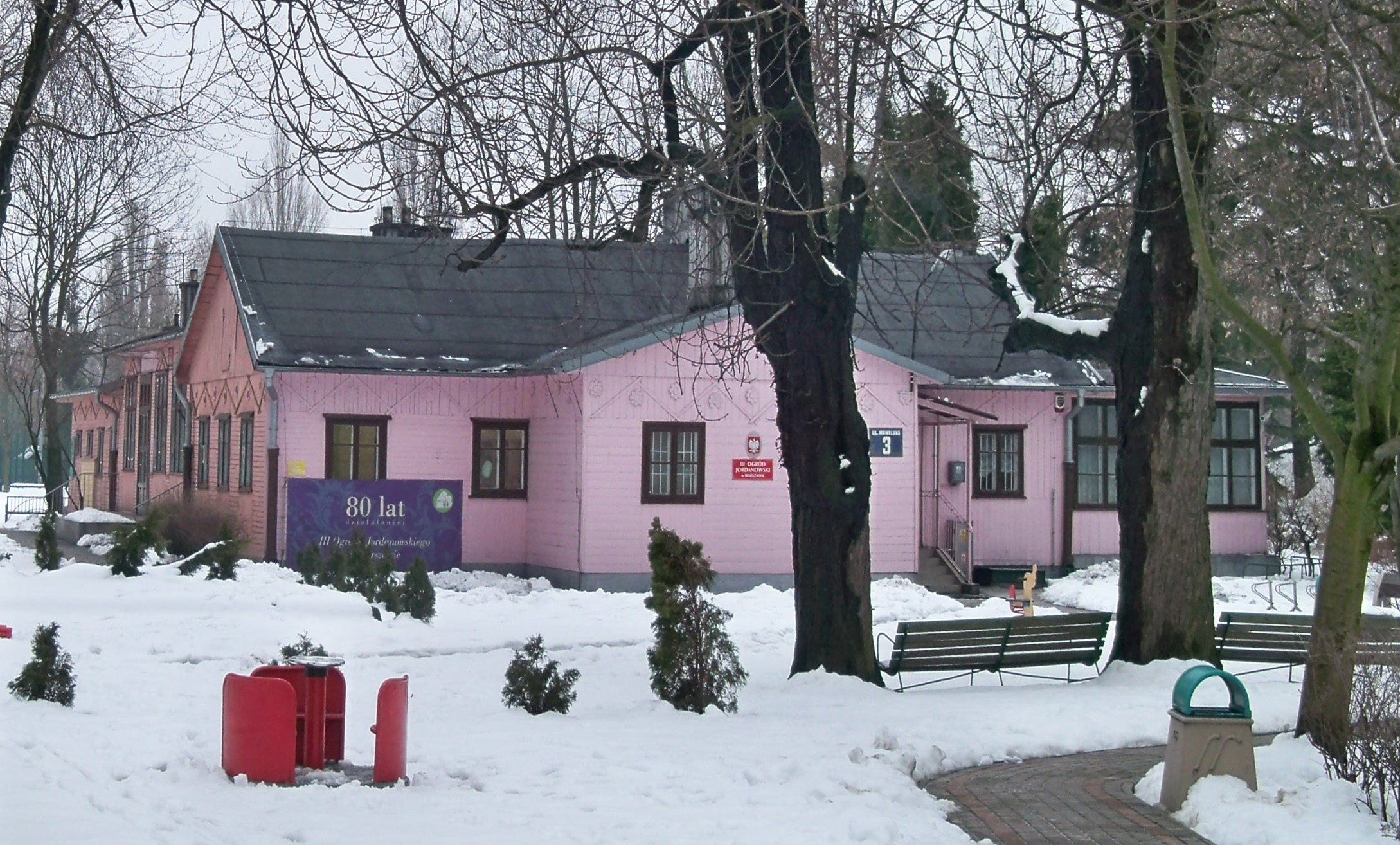
III Ogród Jordanowski w Warszawie

III Ogród Jordanowski w Warszawie – ogród jordanowski znajdujący się na Polu Mokotowskim przy ul. Wawelskiej 3 w Warszawie. 
Nazwa pochodzi od nazwiska lekarza Henryka Jordana, pomysłodawcy i założyciela pierwszego ogrodu tego typu w Krakowie. Miasto to znajdowało się wówczas pod zaborem austriackim, co ma ogromne znaczenie dla zrozumienia idei Jordana, którą było założenie specjalnie dla dzieci i młodzieży ogrodu wypoczynku i zabawy, bogatego w polskie wątki patriotyczne. Wzorcowym ogrodem tego typu jest istniejący i działający do dzisiaj Park im. Henryka Jordana w Krakowie, założony w 1889 roku na powierzchni ok. 22 ha.

## Historia
O początkach ogrodu niewiele wiadomo. Nie zachowały się dokumenty założycielskie, a przekazy ustne stoją w sprzeczności z informacjami z nielicznych zachowanych przedwojennych dokumentów. Według tradycji III Ogród Jordanowski założono w 1928 roku, na terenie przekazanym władzom miasta przez fundację przemysłowca Wilhelma Ellisa Raua, znanego XIX-wiecznego filantropa i fundatora warszawskich ogrodów dla dzieci. Przekazy te nie znajdują jednak potwierdzenia w dokumentach.

## Okres międzywojenny
Z zachowanych sprawozdań z działalności Warszawskiego Towarzystwa Ogrodów Jordanowskich (WTOJ) oraz z prasy przedwojennej wynika, że III Ogród Jordanowski otwarto 25 listopada 1933 roku. Wiadomo również, że na liście działek z 1903 roku przeznaczonych na ogrody Wilhelma Raua nie widnieje żadna nieruchomość w rejonie ulicy Wawelskiej, stąd nie jest możliwe by ogród nr 3 wiązał swoje powstanie z jego fundacją. Wprawdzie „ogród dziecięcy Raua” istniał krótko na Ochocie, lecz w okolicy ulicy Tarczyńskiej i Placu Zawiszy – tylko w 1904 roku skorzystało z niego 35 000 dzieci. Niedługo później ogród ten zlikwidowano, ponieważ nie spełniał wymogów Towarzystwa Higienicznego (był zdecydowanie za mały). Być może na skutek skojarzenia z tym tzw. ogródkiem tarczyńskim wzięły się plotki o „Rauowskim” rodowodzie Jordanka nr 3, który powstał trzydzieści lat później w innym miejscu Ochoty. III Ogród Jordanowski został otwarty przez komitet założycielski, do którego należały m.in. Lidia z Marcinkowskich Zawadzka, absolwentka CIWF w Warszawie i prezes WTOJ Jadwiga Jędrzejewiczowa. Według relacji świadków do założycielek Jordanka należała też żona jednego z przedwojennych ministrów, nie wykluczone że sama Marszałkowa Piłsudska, która otwierała kolejne ogrody jordanowskie w Warszawie już po śmierci Marszałka. W owym czasie w organizację nowych ogrodów włączali się już nie tylko zamożni filantropi, ale też lokalni działacze społeczni, władze samorządowe i zwykli mieszkańcy, co można wiązać z rosnącą świadomością mieszkańców Warszawy na temat potrzeb społecznych dzieci i odrodzeniem się idei ogródków dziecięcych na początku lat 30. Działacze WTOJ z uporem wyszukiwali wolnych placów, czy zaniedbanych parceli (określanych w prasie i dokumentach nawet jako „śmietniska”), które można by przeznaczać pod publiczne ogródki dziecięce. Zazwyczaj w tym celu wykorzystywano nieużytki, zaplecza zakładów, czy obiektów sportowych, oraz mało uczęszczane tereny na obrzeżach miasta. Najwięcej działek w Warszawie należało wówczas do wojska i najprawdopodobniej wojskowa była również nieruchomość, na której założono III Ogród Jordanowski. Ulica Wawelska (wtedy jeszcze brukowana i wysadzana drzewami), wzdłuż której leży Jordanek, była w tym czasie peryferyjnym szlakiem komunikacyjnym przy polu mokotowskim, na którym działało lotnisko i tor wyścigów konnych. Nieopodal budowały się domy Kolonii Staszica i Lubeckiego, istniał już Instytut Radowy, Gimnazjum i kilka spółdzielni mieszkaniowych. Teren Jordanka leży w granicach planowanej w latach 30. reprezentacyjnej Dzielnicy im. Marszałka Piłsudskiego. Zachowały się ambitne plany prezydenta Stefana Starzyńskiego, według których cały teren pola mokotowskiego miał być przeznaczony pod budowę nowej dzielnicy, ku czci naczelnego wodza, z alejami, willami i obiektami sportowymi itd. Na mapach widać, jak przez teren na którym aktualnie znajduje się ogródek, planowano poprowadzić szeroką „paryską” aleję. Planów tych nigdy nie zrealizowano, natomiast zakusy magistratu na działkę, na której Jordanek się znajdował, faktycznie miały miejsce. Źródła podają, że 3 lata po otwarciu ogrodu Skarb Państwa wypowiedział dzierżawę działki, mimo że umowę podpisano na 10 lat (do 1943 roku). Teren ten Ministerstwo Spraw Wojskowych przeznaczyło na parcelację i sprzedaż, w celu zasilenia Funduszu Obrony Narodowej. Przyczyną takiej sytuacji była „zwiększona potrzeba obronności kraju”, o której pisano w gazetach, a także głód nieruchomości w szybko rozwijającej się Warszawie i brak odpowiedniej ustawy regulującej kwestie prawne funkcjonowania ogrodów jordanowskich, nie stawiając ich „na równi z dzierżawcami składów węgla, których można wyrzucić z dnia na dzień i obciążyć kosztami uprzątnięcia zabudowań” (jak to wymownie określono w jednym ze sprawozdań WTOJ z 1937 roku). We wspomnianym dokumencie jest mowa o staraniach Towarzystwa, by na terenie ogrodu nr 3 postawić trwały pawilon przedszkolny, który zastąpi prowizoryczny „schron od deszczu”, czyli postawioną w 1933 roku drewnianą szopę. W 1937 roku opublikowano wytyczne Centralnego Towarzystwa Ogrodów Jordanowskich, gdzie jednoznacznie wskazano, że na terenie każdego ogródka musi znajdować się „urządzenie stałe” w formie drewnianego ogrzewanego budynku z salą świetlicową, kuchnią i natryskami. Inne ówcześnie działające w Warszawie ogrody jordanowskie (np. ogródek przy ulicy Bagatela otwarty przez Marszałka Józefa Piłsudskiego) miały takie wyposażenie. Ogród przy Wawelskiej, mimo że spory i idealnie nadający się do realizacji tej idei, niestety nie mógł zostać od razu prawidłowo zagospodarowany. Na przeszkodzie stała niepewna przyszłość placówki. Niejasne jest, czy mimo wypowiedzenia umowy najmu Jordanka w 1936 roku udało się przed wybuchem wojny wybudować pawilon przedszkolny z prawdziwego zdarzenia. Z pewnością pod koniec lat 30. istniał nieduży drewniany domek (barak) o jednospadowym dachu, który widać na zachowanych fotografiach.
Zapis o ogrodzie z dokumentów WTOJ mówi, że w roku 1937 przeprowadzono w nim drobne remonty ciesielskie roku. Od 1936 roku Jordanek funkcjonował bez umowy najmu, jedynie na podstawie pozwolenia ministra. W związku z rozpoczętym procesem parcelacji rozkopano działkę, w celu jej dozbrojenia. Dokonano wówczas kilku nowych inwestycji – stworzono brukowaną alejkę, obsadzono 1600 m² gruntu drzewami i krzewami, poprawiono nasyp, a nawet zbudowano skocznię. Prace ziemne znacznie utrudniły jednak korzystanie z placówki. Przed wojną Jordanek zajmował ponad dwuhektarową działkę ze starodrzewiem i małym sadem owocowym. Po jej zagospodarowaniu pojawiły się boiska, piaskownica, górka do saneczkowania i miejsce na zimową ślizgawkę.
Urządzenia do zabawy – przeplotnie, drewniane zjeżdżalnie i huśtawki równoważne – prawdopodobnie były projektu inżyniera J. Milicera, pomysłodawcy popularnych przed wojną urządzeń do zabawy dla dzieci. Karty wstępu do ogrodu były płatne, ale suma ta była symboliczna (najbiedniejsze dzieci mogły korzystać ze zniżek). Finansowanie ogrodu pochodziło także ze składek członkowskich WTOJ, różnych funduszy miejskich, oraz z datków. Wiele darów ogród otrzymywał w naturze – zachowała się informacja o przekazaniu piasku wiślanego przez Zarząd Miasta, podarowaniu koksu przez Urząd Śląski, czy ręczników i płótna przez Zakłady Żyrardowskie. Dochody Jordanek czerpał także z innych działań organizowanych na zasadzie inicjatyw członków Towarzystwa i kadr, np. maskarad, teatrzyków kukiełkowych w pobliskim Gimnazjum im. Słowackiego, czy też organizacji dancingów w słynnym klubie „Adria” w Śródmieściu. Sprzedawano nawet owoce z jordankowego sadu. W ten sposób zarząd placówki radził sobie w kwestiach finansowych. Pensje dla kadry Jordanka obejmowały personel wychowawczy, lekarkę i służbę. Teren ogrodu był ogrodzony i pilnowany przez dozorcę tak, by żadne dziecko nie mogło wyjść niezauważone. W latach 40. w południowej części ogrodu ulokowane były działki z zagonami.
Przedwojenni wychowankowie Jordanka wspominają też dużą liczbę drzew i krzewów, oraz zielone stoliki ustawione pod drzewami, gdzie spożywano posiłki i pito bawarkę. Dzieci dzielone były na grupy o wdzięcznych nazwach „kurczaki” i „zajączki”. W owym czasie Jordanek był przede wszystkim miejscem zabaw, gdzie mieszkające w okolicy maluchy przychodziły z opiekunami i guwernantkami (często pochodzenia niemieckiego). W dzisiejszym rozumieniu nie stanowił alternatywy dla przedszkola.

## Okres Polski Ludowej
Po wojnie ogród kontynuował działalność oświatową głównie dzięki ogromnemu zaangażowaniu społeczników i kadry. Od 1 września 1945 roku uruchomiono regularne zajęcia pozaszkolne oraz stołówkę. Zachowało się wiele dowodów aktywnej i kreatywnej pracy nauczycieli i wychowawców pracujących w Jordanku od lat 40. Jeszcze nim zrewitalizowano uszkodzony i zaniedbany w czasie wojny teren zielony, przed przygotowaniem urządzeń sportowych i boiska organizowano proste zabawy ruchowe dla dzieci na świeżym powietrzu z wykorzystaniem tego co było dostępne – patyków, sznurka. W połowie lat 50. istniał w Jordanku labirynt do zabawy wykonany z desek i sztachet. W późniejszym okresie ogród doczekał się metalowych urządzeń do zabawy, takich jak piramida z pomalowanych, zespawanych rur, a następnie huśtawek i karuzeli. Od pierwszych lat po wojnie dzieci uczono m.in. plastyki i muzyki, organizowano konkursy, akademie, przedstawienia. Przez cały okres PRL-u realizowano bogaty program wychowawczy: urządzano imprezy, występowały młodzieżowe orkiestry, ludowe zespoły tańca itp. W każdym z takich wydarzeń brały udział setki dzieci. Z biegiem lat rozszerzono działalność placówki o zagadnienia dydaktyczne. Ogród przestał być już wyłącznie placem zabaw z atrakcjami, a zaczął pełnić funkcję przedszkola i domu kultury. Działalność była finansowana z funduszy dzielnicy Warszawa-Ochota i z ogólnopolskich programów edukacyjnych.

## Po 1989 roku
Po 1989 Jordanek kontynuuje swoją działalność w ramach nauczania pozaszkolnego, ale jego charakter i styl pracy zmieniły się od czasów przedwojennych. Ogród zyskał nowoczesne boiska, szatnie, które mieszczą się w kontenerach, zewnętrzne toalety. Urządzono też nowoczesny plac zabaw. Ogród Jordanowski jest finansowany z budżetu Miasta Stołecznego Warszawy. Dyrektorem Jordanka od 2021 roku jest Agnieszka Czerwińska.

## Architektura pawilonu i zieleń
Oszalowany parterowy pawilon przedszkolny na terenie III Ogrodu Jordanowskiego w typie domku fińskiego, na podmurówce, składa się z trzech dobudowywanych kolejno części. Pierwotnie był to bardzo skromny, nieduży budynek z niebieskimi obramowaniami wokół okien. Rozbudowa musiała nastąpić szybko, bowiem przedwojenni wychowankowie wspominają ogrzewanie (piece kaflowe zachowane do dziś), werandę z dużymi skrzynkowymi oknami i samodzielną kuchnię. Budynek ten, to rzadki przykład typowej dla takich obiektów międzywojennej architektury i jednocześnie jeden z nielicznych zachowanych przykładów charakterystycznego dla Warszawy, przedwojennego taniego budownictwa drewnianego, które niegdyś dominowało na przedmieściach stolicy. Powojenne remonty i dobudówki sprawiły, że w dużym stopniu pawilon przypomina także architekturę tzw. domków fińskich. Autorem projektu budynku (jak i całego ogrodu) jest modernistyczny architekt Witold Marcinkowski, którego siostrzenica należy do przedwojennych wychowanek placówki. Bardzo skromne środki, jakimi dysponował Komitet Założycielski miały oczywiście wpływ na formę budynku i zastosowane materiały. Budynek służył za schronienie w czasie deszczu, dawał możliwość ogrzania się, wysuszenia, było tam też miejsce do przewinięcia dziecka, a nawet wydawano w nim ciepłe mleko. W 2017 budynek znalazł się w gminnej ewidencji zabytków. Według niektórych źródeł (przekazów ustnych byłych wychowanków Jordanka nr 3) kasztanowce rosnące wzdłuż ulicy Wawelskiej zasadziły córki Józefa Piłsudskiego (obie były wychowankami Ochockiego gimnazjum). Według innych relacji wysokie kasztany posadzone „w kwadrat” rosły na terenie ogrodu już w latach 30., dlatego pomiędzy nimi zaprojektowano potężną betonową piaskownicę (dawniej określaną jako „basen” z piaskiem). Współczesny klomb pośrodku placu otoczony wysokim krawężnikiem to najprawdopodobniej resztki tej betonowej konstrukcji. Wybudowanie Trasy Łazienkowskiej oddzieliło fizycznie Jordanek od osiedli i parku, z którym niegdyś ogródek stanowił jedność. Przy tej okazji „okrojono” działkę na której leżał ogród – według relacji świadków pierwotnie ogrodzenie sięgało do miejsca, gdzie obecnie znajduje się pas ruchu ulicy Wawelskiej. Fakt ten znajduje potwierdzenie w zachowanych fotografiach. Głaz narzutowy umieszczony przy ulicy Wawelskiej po stronie Parku Wielkopolskiego prawdopodobnie oryginalnie znajdował się na terenie ogrodu, i możliwe że został przeniesiony w czasie robót budowlanych. Potężne głazy zazwyczaj lokowano przy wejściu do ogrodów, zgodnie ze zwyczajem zapoczątkowanym przez Henryka Jordana. Tak było np. w innym ochockim Jordanku przy ulicy Opaczewskiej.

## Zwierzęta w III Ogrodzie Jordanowskim w Warszawie
Długoletnia historia III Ogrodu Jordanowskiego obfituje w epizody, w których główną rolę odgrywały różne zwierzęta. Od lat 40. do końca 60. na terenie ogródka mieszkał osiołek o imieniu Olek. Był pielęgnowany i karmiony przez personel Jordanka oraz odwiedzające ogród rodziny i dzieci. Osioł swobodnie przemieszczał się w obrębie ulic Wawelska – Filtrowa. Świadkowie mówią, że był widywany nawet w okolicy skweru na ul. Dantyszka, gdzie pasł się na parkowych trawnikach. Z kolei w 1957 roku ze stołecznego ZOO przeniesiono tu tymczasowo małe niedźwiadki w ramach współpracy z „Kołem małych zoologów”. Zwierzęta te, podobnie jak osiołek, stanowiło atrakcję dla dzieci, o czym niejednokrotnie pisała warszawska prasa. Pojawiają się także wspomnienia o krótkim pobycie na terenie Jordanka sarenki. Pod koniec swojego życia Olek został odesłany do parku Łazienki Królewskie. Obecność osiołka, a także licznych psów, oraz pobyt niedźwiadka na trwałe wtopiły się we wspomnienia wychowanków i stały się niejako symbolem placówki przy Wawelskiej.

## Spuścizna Henryka Jordana i rola Ogródków Jordanowskich w latach 30. XX w.
Ogród przy Wawelskiej 3 powstał na fali powrotu popularności idei jordanowskich w latach międzywojennych. Nowe ogrody dziecięce miały kontynuować pierwotne założenia pionierskiej XIX-wiecznej koncepcji doktora Henryka Jordana, stanowić tereny rekreacyjne zaplanowane i zaaranżowane w specjalny sposób, z przeznaczeniem wyłącznie dla dzieci. Próbowano w nich stworzyć warunki do uprawiania aktywności fizycznej oraz do edukacji w duchu patriotycznym. Wzorem dla miast pozostawał pod tym względem tzw. Park Jordana w Krakowie powstały jeszcze w XIX wieku, a następnie Pierwszy Ogród Jordanowski w Warszawie przy ulicy Bagatela. W drugiej połowie lat 30. istniała już szczegółowa instrukcja spisana przez członków Towarzystw Jordanowskich ze wskazówkami jak zakładać takie ogrody dziecięce, jak je urządzać i czemu powinny one służyć. Jednym z postulatów było np. by żadne dziecko w stolicy nie miało z domu do najbliższego ogrodu jordanowskiego dalej niż 750 metrów. Na skutek lobby WTOJ Prezydent Stefan Starzyński obiecał warszawiakom i rozpoczął zabezpieczanie 60 działek, które miały być przeznaczone na nowe ogrody jordanowskie. Nadrzędnym celem było umożliwienie dzieciom uprawiania sportu na świeżym powietrzu. Zakładano więc rozliczne boiska, huśtawki, montowano urządzenia gimnastyczne. Istotne było to, aby zajęcia prowadził wykwalifikowany instruktor, tak jak opisał to oryginalnie Henryk Jordan. W okresie działalności WTOJ i Centralnego Towarzystwa Ogrodów Jordanowskich idea ogrodów bardzo się rozwinęła. Towarzystwa udoskonalały i optymalizowały metody zakładania i urządzania nowych placówek, prowadziły szkolenia kadr. Między innymi promowano w nowo zakładanych ogrodach instalowanie zadaszonych werand, by umożliwić dzieciom korzystanie z atrakcji (np. gry w tenisa stołowego) także w czasie deszczu. W niemal każdym Jordanku (w tym w Jordanku nr 3) znajdowała się górka do saneczkowania oraz lodowisko, po to, aby dzieci uprawiały sport również zimą. Okres międzywojenny to czasy ogromnego przyrostu ludności w stolicy, w warunkach coraz bardziej gęstej zabudowy Śródmieścia. W latach 30. w centrum Warszawy mieszkało już blisko milion ludzi i dawało się odczuć brak zielonej przestrzeni, gdzie maluchy mogłyby swobodnie i bezpiecznie się bawić. Mówiono wręcz, że dzieci wychowywane są przez ulicę, a ich placem zabaw jest rynsztok. Dlatego w idei ogrodów jordanowskich chodziło często o zaspokojenie prozaicznych potrzeb takich jak spacery i zabawa wśród zieleni. Jak donosi „Kurier Warszawski” z lat 30.
Ówczesne dzieci niekiedy całymi tygodniami „nie używały spacerów”, ponieważ po godzinach spędzonych w szkole kończyły w suterenach odrabiając lekcje do późna. Opalane węglem kamienice i brukowane podwórka nie stanowiły odpowiedniego otoczenia dla maluchów. Jordanki okazały się antidotum na ten problem i szybko zyskały aprobatę zarówno społeczeństwa, jak i przedstawicieli władz. W tworzeniu ogrodów Jordanowskich nie chodziło jedynie o relaks na świeżym powietrzu i kulturę fizyczną. Duży nacisk kładziono też na aspekty edukacji kulturalnej i społecznej, kształtowanie charakteru i przygotowanie do funkcjonowania w grupie. W przygotowanych przez CTOJ założeniach dotyczących prowadzenia ogrodów pojawił się zapis o „kształtowaniu dziecięcego światopoglądu” i „życzliwego stosunku do otoczenia”. Jordanki były także placówkami promującymi higienę i zapewniającymi najbiedniejszym dzieciom wyżywienie. Lata 30. to także okres dużych nierówności społecznych i rodzącej się konieczności pomocy socjalnej dla najbiedniejszych. Dążono do tego by w jordankach bawiły się wszystkie dzieci, bez względu na status majątkowy ich rodziców. Podkreślano że ogród jordanowski jest miejscem także dla dzieci z zamożniejszych rodzin ponieważ oferuje im więcej atrakcji niż spacerek z mamą za rękę po parku. Mówimy przecież o czasach gdy nie istniały w parkach place zabaw, zabronione było wchodzenie na trawniki a częstą atrakcją dzieci podczas miejskich spacerów było po prostu oglądanie wystaw. Ogród Jordanowski uważano za mały model społeczeństwa a zetknięcie się w ogródkach dzieci z wyższych sfer z tymi biedniejszymi postrzegano, jako wzbogacające i edukujące doświadczenie.
Współcześnie ogrodami Jordanowskimi określa się niekiedy place zabaw. Mają one jednak niewiele wspólnego z wizjonerską ideą Henryka Jordana, ani z jej międzywojenną interpretacją.